# كارل وارد
كارل وارد (بالإنجليزية: Carl Ward)‏ هو لاعب كرة قدم أمريكية أمريكي، ولد في 26 يوليو 1944 في هارتفورد في الولايات المتحدة.

## وصلات خارجية
- كارل وارد على موقع مرجع كرة القدم المحترفة.كوم (الإنجليزية)